# 伍達克 (加利福尼亞州)
伍達克（英語：Woodacre）是位於美國加利福尼亞州馬林縣的一個人口普查指定地區。

## 地理
伍達克的座標為38°00′46″N 122°38′43″W / 38.01278°N 122.64528°W，而該地最高點為海拔高度111米（即364英尺）。

## 人口
根據2010年美國人口普查的數據，伍達克的面積為4.653平方千米，當中陸地面積為4.653平方千米，而水域面積為0.000平方千米。當地共有人口1348人，而人口密度為每平方千米289人。